# Yūsuke Hagihara
Yūsuke Hagihara (jap. 萩原雄祐 Hagihara Yūsuke; ur. 28 marca 1897 w Osace, zm. 29 stycznia 1979 w Tokio) – japoński astronom. Profesor astronomii na Uniwersytecie Tokijskim w latach 1935–1957, dyrektor obserwatorium tokijskiego w latach 1946–1957. Specjalizował się głównie w mechanice nieba, a także w kilku innych dziedzinach astronomii i astrofizyki.

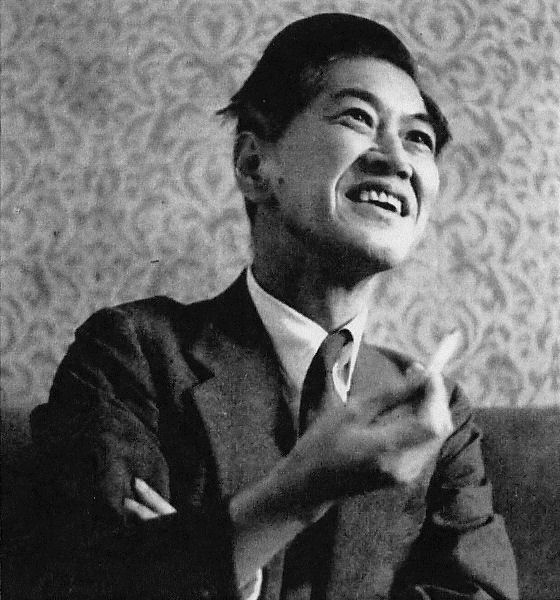
Yūsuke Hagihara (1954)

Laureat Nagrody Asahi za 1975 rok.
Jego imieniem nazwano planetoidę (1971) Hagihara.

## Publikacje
- Celestial mechanics (Vol 1, Vol 2(I), 2(II); revision of 1947 edition), Cambridge, MA, MIT Press, 1970 - 1972, ISBN 0-262-08037-0 (vol 1).
- Celestial mechanics (Vol 3(I), 3(II), Vol 4(I), 4(II), Vol 5(I), 5(II)), Tokyo, Japan Society For the Promotion of Science, 1974 - 1976
- Theories of equilibrium figures of a rotating homogeneous fluid mass, Washington, D.C., U. S. Government Printing Office, 1971, NAS 1.21:186.